# Glicerolo deidrogenasi (accettore)
La glicerolo deidrogenasi (accettore) è un enzima appartenente alla classe delle ossidoreduttasi, che catalizza la seguente reazione:
glicerolo + accettore ⇄ glicerone + accettore ridotto
Una chinoproteina. Agisce anche, più lentamente, su altri polioli, tra cui  D-sorbitolo, D-arabitolo, meso-eritritolo, adonitolo e glicol propilenico.